# Finally Famous
Finally Famous è il primo album in studio del rapper statunitense Big Sean, pubblicato nel 2011.

## Tracce
1. Intro – 1:14 (Sean Anderson, Dwane Weir II)
2. I Do It – 3:35 (Anderson, Samuel Lindley)
3. My Last (featuring Chris Brown) – 4:14 (Anderson, Chris Brown, Dion Wilson, James Harris III, Terry Lewis)
4. Don't Tell Me You Love Me – 3:56 (Anderson, Mike Posner)
5. Wait for Me (featuring Lupe Fiasco) – 3:57 (Anderson, Wasalu Jaco, Aleksander Manfredi)
6. Marvin & Chardonnay (featuring Kanye West & Roscoe Dash) – 3:42 (Anderson, Kanye West, Jeffery Johnson, Andrew Wansel)
7. Dance (Ass) – 3:17 (Anderson, Marcos Palacios, Ernest Clark)
8. Get It (DT) – 3:27 (Anderson, Pharrell Williams, Chad Hugo)
9. Memories (Part II) (featuring John Legend) – 4:35 (Anderson, John Stephens)
10. High (featuring Wiz Khalifa & Chiddy Bang) – 4:20 (Anderson, Cameron Thomaz, Chidera Anamege,
Noah Beresin)
11. Live this Life (featuring The-Dream) – 4:18 (Anderson, Terius Nash)
12. So Much More – 5:55 (Anderson)

## Classifiche

### Classifiche settimanali
| Classifica (2011)         | Posizione massima |
| ------------------------- | ----------------- |
| Canada                    | 20                |
| Stati Uniti               | 3                 |
| US Digital Albums         | 2                 |
| US Rap Albums             | 1                 |
| US Top R&B/Hip-Hop Albums | 2                 |
| US Tastemaker Albums      | 6                 |

### Classifiche di fine anno
| Classifica (2011)         | Posizione massima |
| ------------------------- | ----------------- |
| Stati Uniti               | 125               |
| US Top R&B/Hip-Hop Albums | 36                |
| US Rap Albums             | 17                |

| Classifica (2012)         | Posizione massima |
| ------------------------- | ----------------- |
| US Top R&B/Hip-Hop Albums | 55                |